# 新格里戈里夫卡 (米科拉伊夫卡區)
47°21′19″N 30°26′47″E / 47.35528°N 30.44639°E
新赫里霍里夫卡（烏克蘭語：Нова Григорівка）是位於烏克蘭西南部的村莊，由敖德萨州贝雷济夫卡区的斯特留科韋市鎮負責管轄。該村始建於1927年，面積0.63平方公里，海拔高度139米，2001年人口130，人口密度每平方公里206.35人。